# Jeanne Villepreux-Power
Jeanne Villepreux-Power nata Jeanne Villepreux (Juillac, 24 settembre 1794 – Juillac, 25 gennaio 1871) è stata una biologa francese.
Pioniera della biologia marina, nel 1832 fu la prima persona a creare acquari per fare ricerche sugli organismi acquatici. Il biologo inglese Richard Owen la definì la madre dell'acquariofilia.

## Biografia

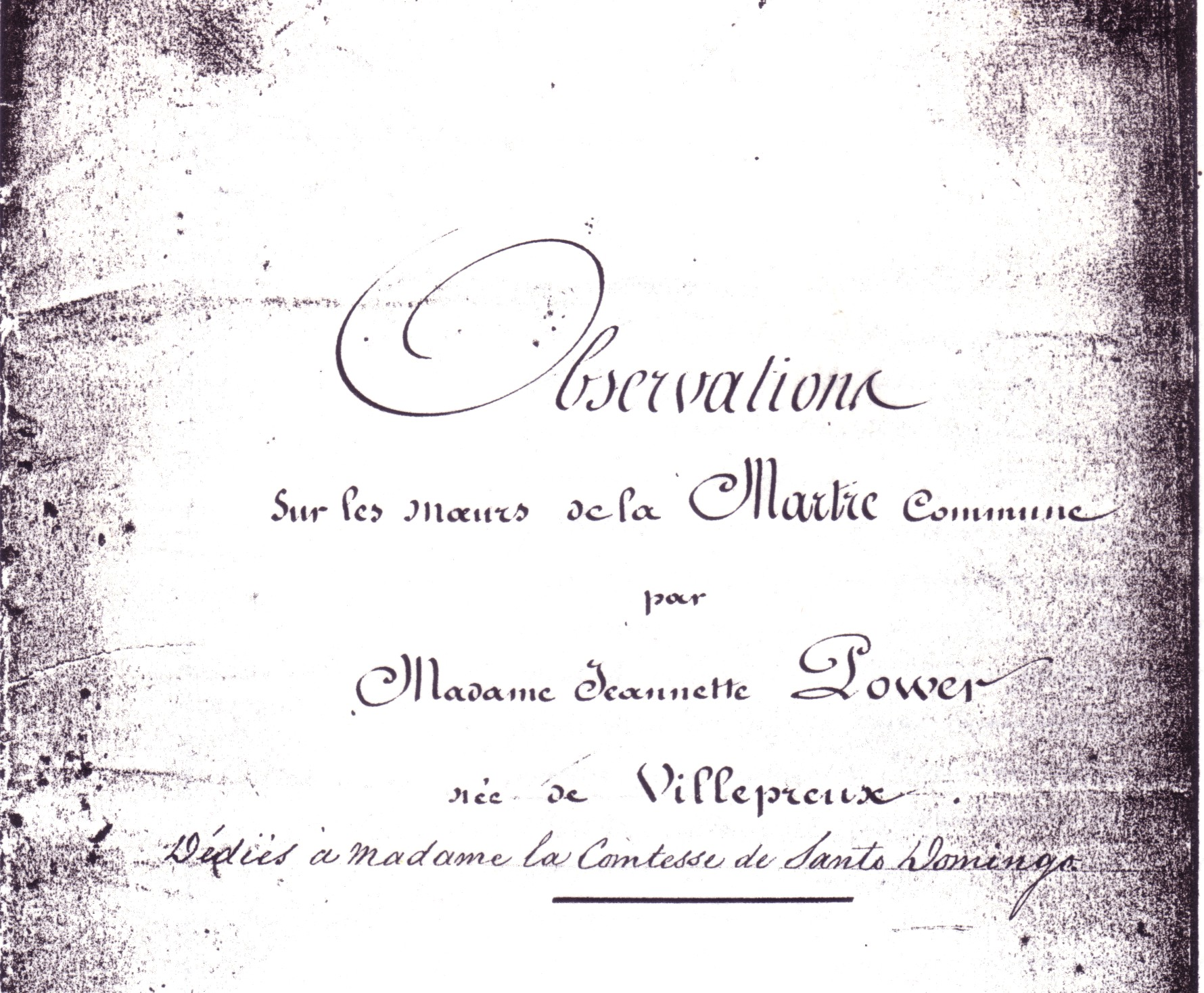
Observations et expériences Physique sur Plusieurs animaux marins et terrestres, 1839, di Jeanne Villepreux-Power

Villepreux-Power nacque a Juillac nel 1794. All'età di 18 anni si trasferì a Parigi per diventare una sarta. Nel 1816 divenne famosa per aver creato l'abito da sposa della Principessa Caroline, moglie di Carlo Ferdinando di Borbone. Incontrò e sposò il mercante inglese James Power nel 1818 e la coppia si trasferì in Sicilia, stabilendosi a Messina dove visse per circa 25 anni e dove Jeannette Villepreux Power condusse le sue ricerche sulla biologia marina.
In Sicilia iniziò a studiare storia naturale, in particolare facendo esperimenti su animali marini e terrestri, in modo da poter creare l'ecosistema dell'isola. Nel 1834 il professore Carmelo Maravigna, in un articolo del Giornale Letterario dell'Accademia Gioenia di Catania, suggerì di attribuire a Villepreux-Power l'invenzione dell'acquario e la sua applicazione sistematica allo studio della vita marina. Villepreux-Power aveva creato tre tipi di acquari: un acquario di vetro per il suo studio, uno di vetro sommergibile in una gabbia e una gabbia per molluschi più grandi che si sarebbero ancorati in mare. Il suo primo libro fu pubblicato nel 1839 in cui descriveva i suoi esperimenti, intitolato Observation et expériences physiques sur plusieurs animaux marins et terrestres. 

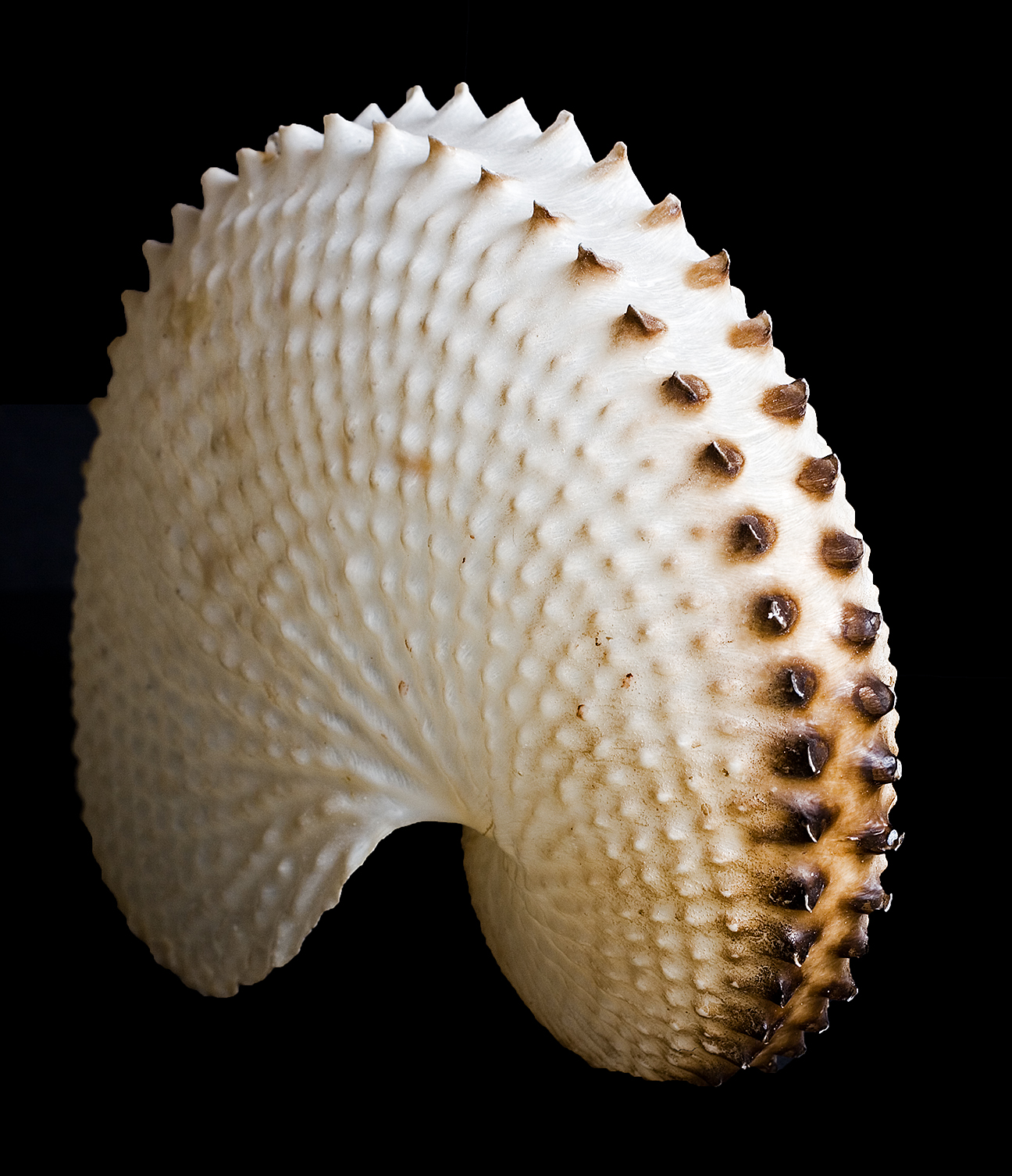
Paper nautilus (Argonauta sp.)

Il suo secondo libro intitolato Guida per la Sicilia fu pubblicato nel 1842. Esso fu ripubblicato dalla Società Storica di Messina. Inoltre ella studiò i molluschi e i loro fossili, in particolare l'Argonauta Argo. A quel tempo vi erano dubbi sul fatto che la specie Argonauta producesse il proprio guscio piuttosto che acquisire quello di un altro organismo (simile ai granchi eremiti). Il lavoro di Villepreux-Power dimostrò che effettivamente producevano i propri gusci.
Villepreux-Power si occupò anche della conservazione e le è attribuito lo sviluppo di principi di acquacoltura sostenibile in Sicilia.
Fu la prima donna membro dell'Accademia Gioenia di Catania e un membro corrispondente della London Zoological Society e di sedici altre società istruite.
Villepreux-Power e suo marito lasciarono la Sicilia nel 1843 e molti dei suoi documenti e disegni scientifici andarono perduti in un naufragio. Sebbene abbia continuato a scrivere, non condusse ulteriori ricerche. Trascorse il resto della sua vita con suo marito tra Parigi e Londra. Fuggì da Parigi durante un assedio dell'esercito prussiano nell'inverno del 1870, tornando a Juilliac. Morì nel gennaio 1871.
Nel 1997 il suo nome fu dato a un cratere di Venere scoperto dalla sonda Magellano.
La città di Messina, dove l'acquario fu inventato, ha intitolato a Jeannette Villepreux Power l'acquario comunale.